# Johann Hencke

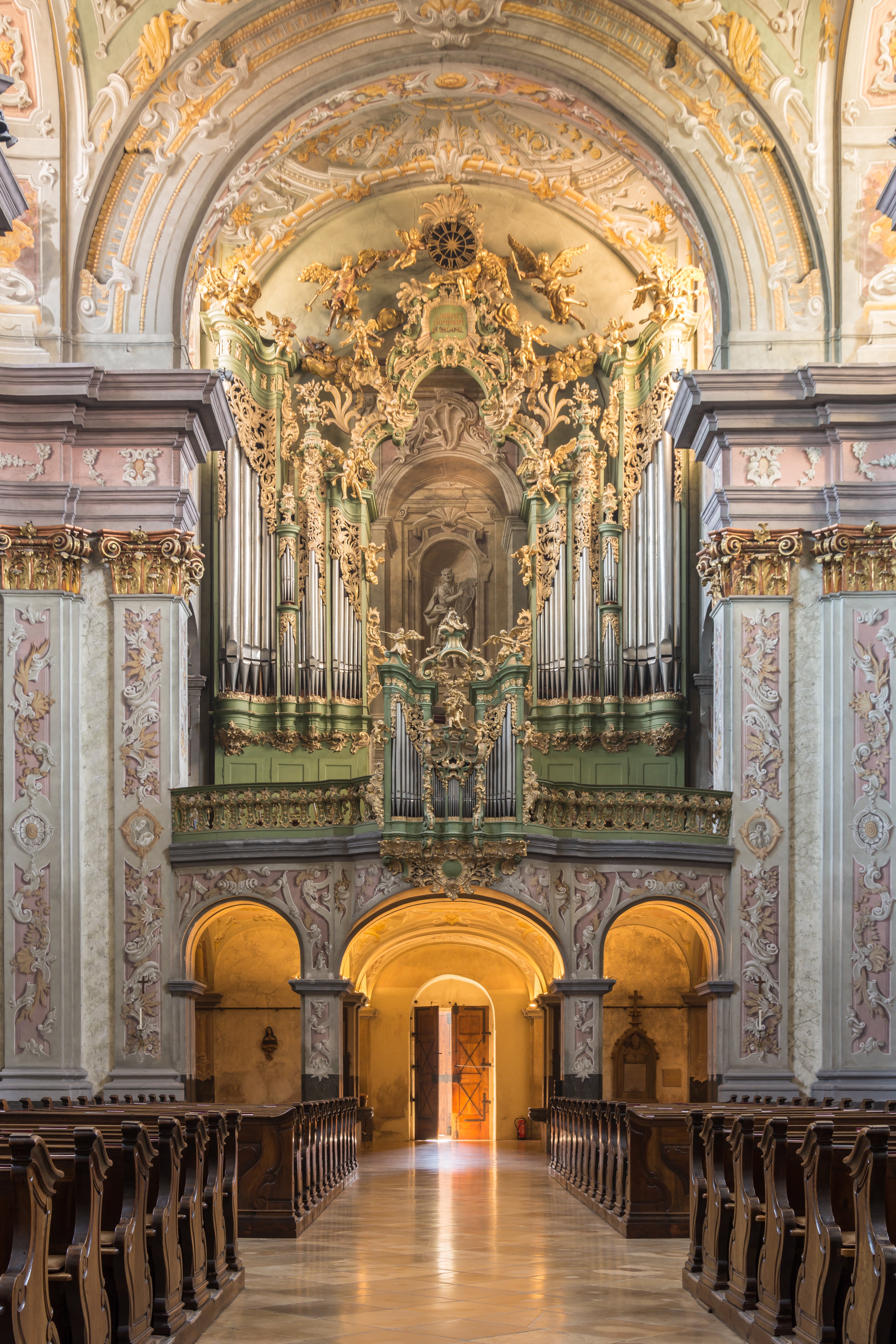
Stift Herzogenburg

Johann Hencke (* 3. Dezember 1697 in Geseke, Nordrhein-Westfalen; † 24. September 1766 in Wien) war ein österreichischer Orgelbauer.

## Leben
Johann Hencke wurde von Henrich Mencke in Beckum ausgebildet. Anschließend ging er auf Wanderschaft und kam um 1722 nach Wien. Nachdem er 1725 den Wiener Bürgereid geleistet hatte, gründete er eine eigene Orgelbauwerkstatt. Hencke baute auch die ersten Orgeln im Banat.
Seine Tochter Ursula heiratete den Wiener Orgelbauer Anton Pfliegler, der Henckes Werkstatt weiterführte.

## Werkliste
| Jahr      | Ort                  | Gebäude                           | Bild | Manuale | Register | Bemerkungen                                                                                         |
| --------- | -------------------- | --------------------------------- | ---- | ------- | -------- | --------------------------------------------------------------------------------------------------- |
| 1726      | Breitenfurt bei Wien | Pfarrkirche                       |      | I/P     | 6        | Pedalzubau aus 1847                                                                                 |
| 1736      | Leopoldau            | Pfarrkirche Leopoldau             |      | II/P    | 23       | Ursprünglich für die Barmherzige Brüder gebaut. 1961 von Orgelbau Hradetzky umgebaut und erweitert. |
| 1740/1741 | Bruck an der Leitha  | Pfarrkirche Bruck an der Leitha   |      | II/P    | 19       | Orgelwerk aus 1710 von Jakob Lippus, welches 1740/1741 von Johann Hencke erweitert wurde            |
| 1741/1742 | Schottwien           | Wallfahrtskirche Maria Schutz     |      | II/P    |          | Gehäuse erhalten, Orgel aus 1974 von Orgelbau M. Walcker-Mayer                                      |
| 1743      | Großrußbach          | Pfarrkirche Großrußbach           |      | II/P    | 16       | Orgelgehäuse und Brüstungspositiv erhalten                                                          |
| 1744      | Wien                 | Dorotheerkloster, Stiftskirche    |      | II/P    | 25       | 1787 in die Pfarrkirche St. Stephan in Baden transferiert.                                          |
| 1744      | Wullersdorf          | Pfarrkirche Wullersdorf           |      | II/P    | 17       | [ 8 ]                                                                                               |
| 1750      | Unterhöflein         | Wallfahrtskirche Maria Kirchbüchl |      | II/P    | 16       | weitgehend original erhalten                                                                        |
| 1752      | Herzogenburg         | Stift Herzogenburg, Stiftskirche  |      | III/P   | 43       | in Niederösterreich                                                                                 |
| 1760      | Maria Taferl         | Wallfahrtskirche Maria Taferl     |      | III/P   | 31       | ursprünglich 31 Register vor dem Neubau durch Franz Capek mit 47 Registern                          |
| 1763      | Wien                 | Wallfahrtskirche Mariahilf        |      | II/P    |          | Gehäuse erhalten, 1894 Umbau durch Johann M. Kauffmann                                              |
|           | Wien                 | Alserkirche                       |      |         |          | Gehäuse erhalten, Orgel seit 1984 von Rieger Orgelbau                                               |
| 1767      | Nöstach              | Wallfahrtskirche Hafnerberg       |      | II/P    | 17       | von Johann Hencke begonnen, von Anton Pfliegler vollendet                                           |